# 門靜車站
門靜車站（日语：／ Monshizu eki */?）是位於北海道厚岸郡厚岸町門靜的北海道旅客鐵道（JR北海道）根室本線（花咲線）的鐵路車站。電報略號為モン。
車站名稱來自阿伊努語的「moy-sut」（港灣的基部）。

## 歷史
- 1917年（大正6年）12月1日 - 作為國有鐵道的號誌站開始營業。
- 1922年（大正11年）10月23日 - 改為車站。為一般車站。
- 1971年（昭和46年）10月2日 - 廢除貨物處理。
- 1984年（昭和59年）2月1日 - 廢除行李處理。
- 1986年（昭和61年）11月1日 - 車站簡易委託化。
- 1987年（昭和62年）4月1日 - 國鐵分割民營化後，由JR北海道繼承。
- 1992年（平成4年）4月1日 - 廢除簡易委託，車站完全無人化。

## 車站構造
門靜車站為1面1線、側式月台的地面車站。在1947年（昭和22年）興建的前車站大樓是與糸魚澤車站相同，擁有並不常見的屋頂構造的木造建築。在2003年（平成15年），全新的等候區改建完成。為無人車站。此外，亦在鄰近車站的採石場設置側線，方便運輸碎石。而開採的碎石主要供釧路鐵道管理局的漏斗車舖設道碴之用。

## 車站周邊
位於門靜的聚落。
- 國道44號
- 門靜簡易郵政局
- 厚岸町淨化廠
- 釧路巴士「門靜車站」車站

## 相鄰車站
北海道旅客鐵道（JR北海道）
根室本線（花咲線）
快速「花咲」、快速「納沙布」
通過
普通
尾幌－門靜－厚岸

## 外部連結
- （日語）JR北海道 – 門靜車站 （页面存档备份，存于）
- （日語）門靜車站 （页面存档备份，存于）
- （日語）全驛參觀之旅 （页面存档备份，存于）